# Зубне навлаке
Зубне навлаке или фасете представљају стоматолошке надокнаде у виду танких навлака направљених од материјала у боји зуба.
За разлику од класичних круница, навлаке прекривају само предње стране зуба. Самим тим, при изради ових надокнада се уклања много мање зубне супстанце при брушењу. Овакве надокнаде су одличан избор код предњих зуба, тј. код свих оних случајева када пацијент није задовољан изгледом својих зуба:
- прелом дела крунице,
- лоше композитне пломбе,
- пребојени зуби,
- велики размак између секутића (дијастема),
- лош положај зуба,
- неадекватан облик и величина зуба.

Навлаке се углавном праве од керамичких материјала, мада се могу израђивати и од композита. У сваком случају, материјали од којих се израђују се карактеришу великом прозирношћу што овим надокнадама даје природан ефекат.
Битна разлика је и дебљина слоја зуба која се скида. Код керамичких навлака је то од 1,5 до 2 , а код композитних је слој глеђи и дентина који се скида тањи.
|  | Молимо Вас, обратите пажњу на важно упозорење у вези са темама из области медицине (здравља). |